# Rotheca prittwitzii
Rotheca prittwitzii là một loài thực vật có hoa trong họ Hoa môi. Loài này được (B.Thomas) Verdc. mô tả khoa học đầu tiên năm 2000.